# Ted Serios
Ted Serios (27 de novembro de 1920 — 30 de dezembro de 2006) foi um sensitivo de Chicago, que ganhou notoriedade nos anos 1960 ao produzir "fotografias do pensamento" sobre filmes de máquinas Polaroid. Ele alegava que seus prodígios eram gerados por poderes psíquicos.
O dom de Ted Serios foi reconhecido e apoiado pela confirmação do Dr. Jule Eisenbud (1908–1999), psiquiatra radicado em Denver, autor do livro "The World of Ted Serios: 'Thoughtographic' studies of an extraordinary mind" (O mundo de Ted Serios: 'Fotografia do Pensamento', estudos de uma mente extraordinária), publicado em 1967, no qual ele argumenta a respeito da veracidade dos feitos de Serios.
Muitas das "fotografias do pensamento" de Serios foram produzidas enquanto o sensitivo estava sob efeito de bebidas alcoólicas. As imagens geradas por ele apareciam na película margeadas por áreas escuras, como ocorre em cenas de cartões postais. Serios eventualmente produzia as fotos usando um pequeno aparelho por ele desenvolvido, "uma pequena secção de um tubo, adaptado para receber um pedaço de filme fotográfico" que colocava diante de sua testa.
Nos anos 1980, o Dr. Eisenbud declarou ter obtido de Serios uma foto do pensamento que era a imagem de Ganimedes, uma das luas de Júpiter. Imagens de Ganimedes somente seriam obtidas quase um ano após a divulgação, graças à Voyager 2. "Infelizmente", escreveu Eisenbud, "eu não consegui o crédito de nenhum  astrônomo ou cientista dos observatórios."